# María Teresa de Vallabriga
María Teresa de Vallabriga (y Rozas; Zaragoza, Spanyolország, 1759. november 6. – Zaragoza, Spanyolország, 1820. február 26.), aragóniai származású spanyol nemesasszony, Lajos, Chinchón 13. grófjának, III. Károly spanyol király testvérének rangon aluli felesége. Leánya, María Teresa révén Manuel Godoy miniszterelnök anyósa. A grófnét Francisco de Goya több művén is megörökítette.

## Életrajza

### Származása
María Teresa 1758. szeptember 5-én született José Ignacio de Vallabriga márki és Josefa de Rozas y Drummond de Melfort, Castelblanco 4. márkinőjének leányaként. Anyai nagyapja José de Rozas, aki Európa-szerte közismert jakobita mozgalmár volt.
Édesanyja 1773-ban bekövetkezett halála után a tizennégy esztendős María Teresa Madridba költözött nagynénje, Benita de Rozas otthonába. A nagynéni a király egyik lovagjának, San Leonardo márkijának volt a felesége. Itt, a spanyol fővárosban találkozott későbbi férjével.

### Házassága, családi élete

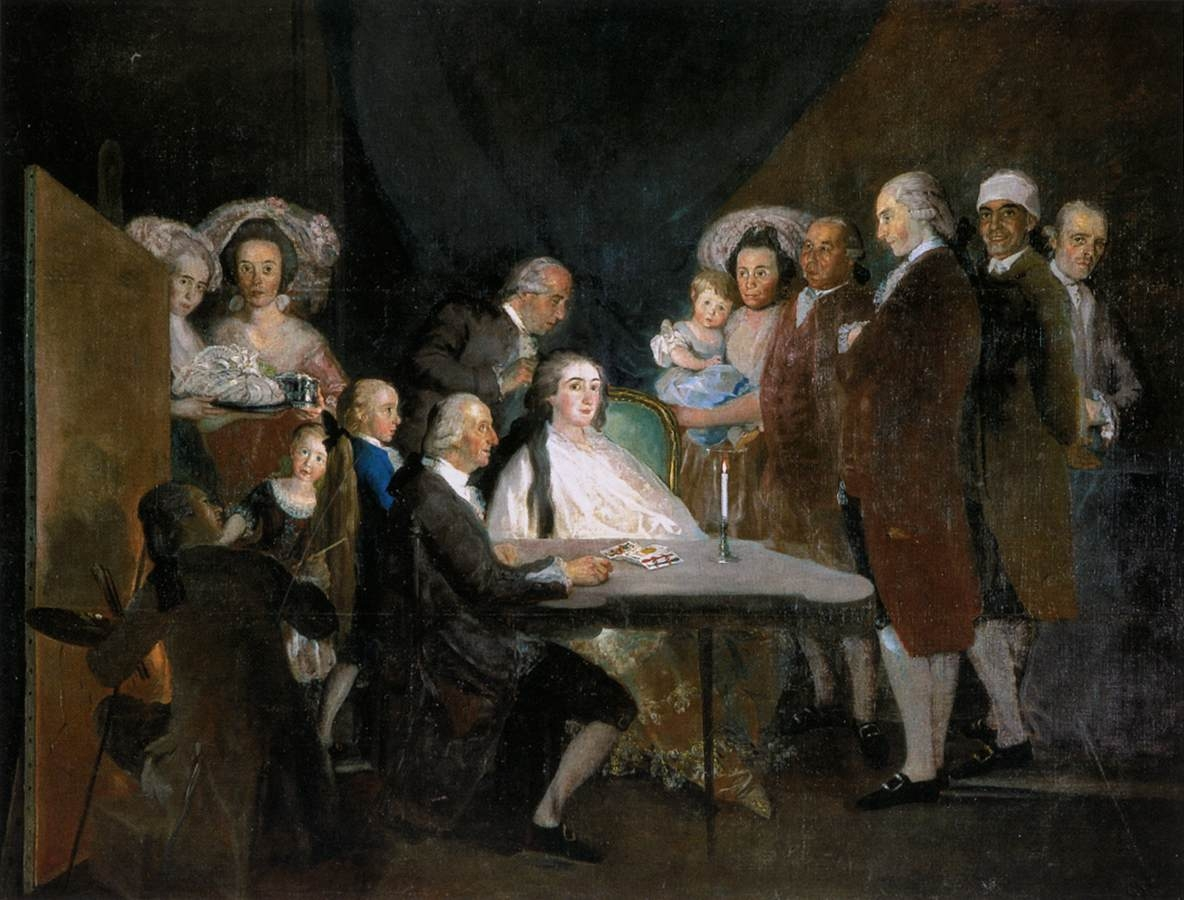
A Lajos infáns családja c. Francisco de Goya festmény. Középen fehérben María Teresa, mellette balra (szintén ülve) férje, Lajos infáns (magángyűjtemény)

Leendő hitvese, Lajos infáns korábban számos egyházi tisztséget töltött be, ám elhivatottság hiányában még 1754-ben lemondott mindenről majd megvásárolta fivérétől, Parma hercegétől a Chinchón grófja címet és az azzal járó birtokokat. Lajos V. Fülöp spanyol király legfiatalabb fia, VI. Ferdinánd király féltestvére volt.
Amikor Ferdinánd 1759-ben gyermektelenül elhunyt, Lajos magának akarta a trónt, ám azt végül idősebb testvére, Károly, Nápoly és Szicília királya szerezte meg. Lajos kicsapongó életvitele miatt kivívta, hogy 1775-ben a király száműzze őt a madridi királyi udvarból.

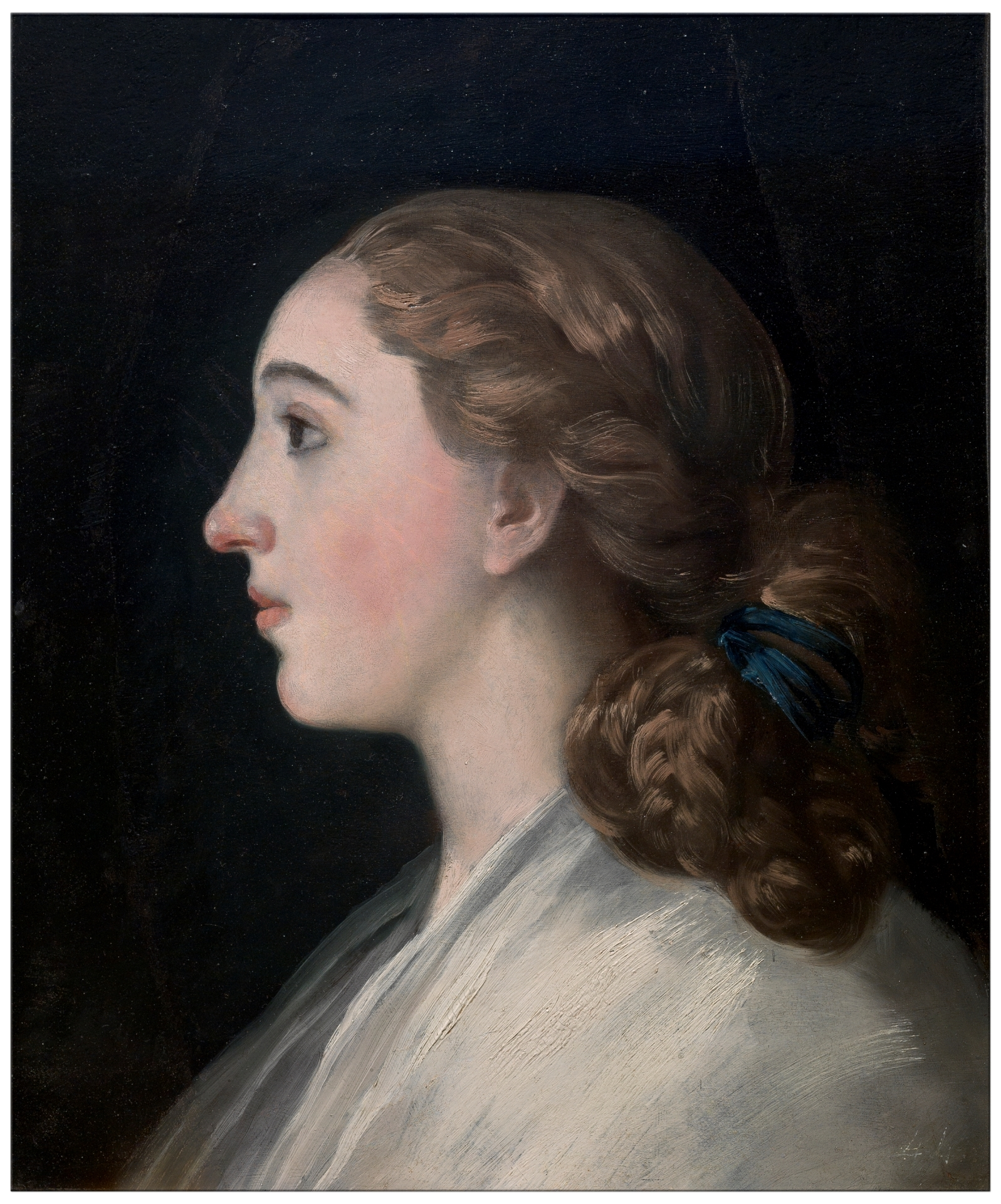
María Teresa profilja Goya egy másik portréján szintén 1783-ból (Museo del Prado)

María Teresa és Lajos infáns morganatikus házasságára 1776. június 27-én (egyesek szerint január 28-án) került sor Olías del Reyben. Károly király üdvözölte kapcsolatukat, révén, hogy a házasságból származó gyermekek az 1776-os pragmatica sanctio értelmében nem örökölhették a spanyol trónt és még a Bourbon nevüktől is megfosztották őket. A párnak összesen három felnőttkort megért gyermeke született: Luis María (1777), María Teresa (1780) és María Luisa (1783).

### Későbbi élete
Férje ötvennyolc éves korában, 1785. augusztus 7-én, boadillai rezidenciájukban elhunyt. Az özvegy grófnétól Károly király elvette gyermekei felügyeleti jogát és Toledóba küldte őket, Francisco Antonio de Lorenzana bíboros védnöksége alá. 1785 és 1792 között María Teresa az Arenas de San Pedro-i birtokukra lett száműzve. Ebben az időszakban mentálisan gyengének írták le, feltehetően depresszió gyötörte.
1792-ben az új királytól, IV. Károlytól az özvegy engedélyt kapott, hogy elhagyja Arenas de San Pedrót és ott éljen, ahol csak akar. Miután újra találkozott gyermekeivel, szülővárosába, Zaragozába költözött. Amikor idősebb leánya, María Teresa 1797-ben a királyné, Mária Lujza ügyködésé révén Manuel Godoy miniszterelnök felesége lett, a számos egyéb kiváltság mellett gyermekei megkapták apjuk után a Bourbon név használatának jogán, egyúttal az özvegy María Teresa feltüntethette hintóján  a királyi címert.

## Gyermekei
|    | Gyermeke                                             | Született          | Elhunyt            | Megjegyzés |
| -- | ---------------------------------------------------- | ------------------ | ------------------ | --- |
| 1. | Luis María de Borbón y Vallabriga                    | 1777. május 22.    | 1823. március 19.  | Chinchón 14. grófja, egyben San Martín de la Vega 1. márkija, apjához hasonlóan egyházi pályára lépett: kinevezték többek között toledói érseknek és az ország prímásának is. |
| 2. | María Teresa Josefa de Borbón y Vallabriga           | 1780. november 26. | 1828. november 24. | Fivére után Chinchón 15. grófnője, valamint Boadilla del Monte 1. márkinője. Ő lett Manuel Godoy, Alcudia hercegének, az ország miniszterelnökének első felesége. Kapcsolatukból egy leánygyermek, Carlota Luisa született. María Teresa volt az, akinek házasságának köszönhetően testvérei megkaphatták a de Borbón nevet. |
| 3. | María Luisa Fernanda Norberta de Borbón y Vallabriga | 1783. június 6.    | 1848. december 1.  | Feleségül ment Joaquín José de Melgarejo, San Fernando de Quiroga 1. hercegéhez. Nem születtek gyermekeik. |

## Kapcsolódó szócikk
- Lajos infáns családja (Goya)